# طراحی سحرآمیز
طراحی سحرآمیز (به انگلیسی: The Enchanted Drawing) نخستین اثر فیلم-پویانمایی صامت محصول سال ۱۹۰۰ میلادی است که در قالب استاندارد فیلم ساخته شد. این فیلم توسط جیمز استوارت بلکتون کارگردانی شده‌است.

## داستان
این فیلم مردی را نشان می‌دهد که در حال کشیدن چهره‌ای کارتونی روی سه‌پایه است. او یک بطری شراب و یک لیوان می‌کشد، سپس آنها را از روی کاغذ برمی‌دارد و نوشیدنی می‌خورد. سپس به صورت کارتونی شرابی می‌نوشد و صورت کارتون به لبخند تبدیل می‌شود. سپس کلاهی بر سر صورت می‌کشد، آن را برمی‌دارد و می‌گذارد. بعد سیگاری در دهان صورت ظاهر می‌شود و مرد آن را با ناراحتی صورت برمی‌دارد. سپس همه اشیاء را در تصویر قرار می‌دهد، و چشم‌ها و پوزخند چهره در قدردانی گشادتر می‌شوند.